# مقهى الكلاب

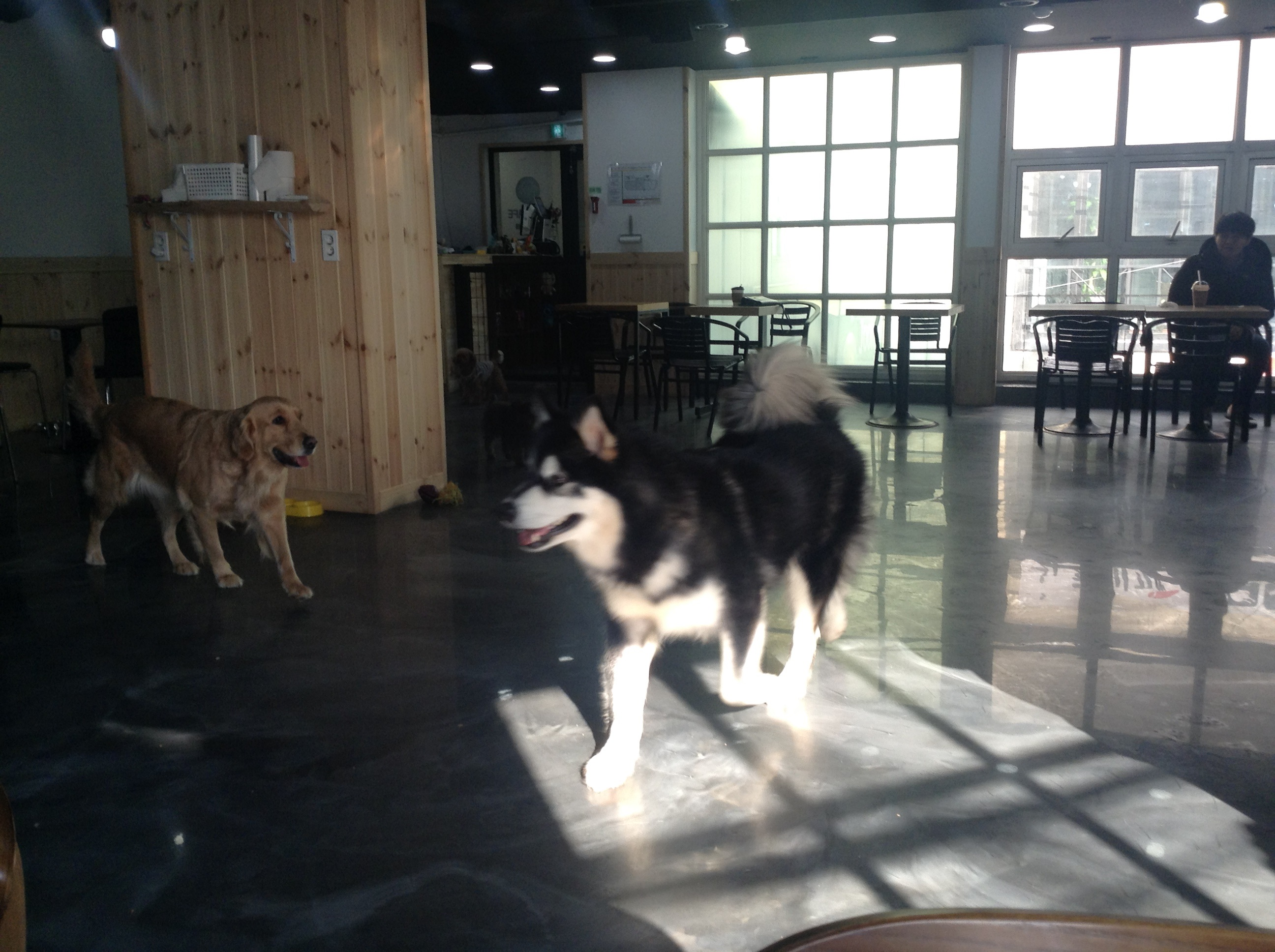
مقهى للكلاب في كوريا

مقهى الكلاب هو نوع من المؤسسات التجارية حيث يدفع العملاء عادةً لقضاء بعض الوقت مع الأنياب المستأنسة لأغراض الترفيه والاسترخاء. قد تقدم هذه المقاهي أيضًا خدمات أخرى مثل الطعام والمشروبات.
يمكن العثور على مقاهي الكلاب في العديد من البلدان، بدءًا من أماكن مثل نيويورك وكاليفورنيا وفيتنام. في بعض مقاهي الكلاب، تمتلك الشركات الكلاب نفسها، بينما في بعضها الآخر، يُحضر الرعاة كلابهم الخاصة.